# Ceratina montana
Ceratina montana är en biart som beskrevs av Holmberg 1886. Ceratina montana ingår i släktet märgbin, och familjen långtungebin. Inga underarter finns listade i Catalogue of Life.